# Arthonia tremelloides
Arthonia tremelloides är en lavart som beskrevs av Etayo. Arthonia tremelloides ingår i släktet Arthonia och familjen Arthoniaceae.   Inga underarter finns listade i Catalogue of Life.